# Робишо, Эллери
Э́ллери Робишо́ (англ. Ellery Robichaud; род. 6 сентября 1948) — канадский кёрлингист и тренер по кёрлингу.
Как тренер мужской сборной Чехии участник чемпионатов мира и Европы. Как тренер смешанной парной сборной Нигерии участник чемпионата мира 2019.

## Результаты как тренера
национальных сборных:
| Год  | Турнир                                              | Сборная                  | Место |
| ---- | --------------------------------------------------- | ------------------------ | ----- |
| 2009 | Чемпионат Европы по кёрлингу 2009                   | Чехия (мужчины)          | 8     |
| 2010 | Чемпионат Европы по кёрлингу 2010                   | Чехия (мужчины)          | 7     |
| 2011 | Чемпионат мира по кёрлингу среди мужчин 2011        | Чехия (мужчины)          | 8     |
| 2011 | Чемпионат Европы по кёрлингу 2011                   | Чехия (мужчины)          | 4     |
| 2012 | Чемпионат мира по кёрлингу среди мужчин 2012        | Чехия (мужчины)          | 12    |
| 2012 | Чемпионат Европы по кёрлингу 2012                   | Чехия (мужчины)          | 3     |
| 2019 | Чемпионат мира по кёрлингу среди смешанных пар 2019 | Нигерия (смешанная пара) | 47    |
| 2025 | Чемпионат мира по кёрлингу среди ветеранов 2025     | Нигерия (ветераны муж.)  | 27    |

клубных команд:
| Год  | Турнир                                         | Команда      | Скип             | Место |
| ---- | ---------------------------------------------- | ------------ | ---------------- | ----- |
| 2008 | Чемпионат Канады по кёрлингу среди женщин 2008 | Нью-Брансуик | Sylvie Robichaud | 12    |
| 2015 | Чемпионат Канады по кёрлингу среди женщин 2015 | Нью-Брансуик | Sylvie Robichaud | 10    |
| 2018 | Чемпионат Канады по кёрлингу среди женщин 2018 | Нью-Брансуик | Sylvie Robichaud | 9     |

## Частная жизнь
Его дочь Сильви Робишо (англ. Sylvie Robichaud) — тоже кёрлингистка, Эллери тренировал её команды на юниорских, а затем на женских чемпионатах Канады.